# Klooster van Pedralbes
Het klooster van Pedralbes is een gotisch klooster in Barcelona, Catalonië, Spanje.
Het is een museum dat de collecties van het Historisch Museum van Barcelona tentoonstelt.

## Geschiedenis
Het klooster werd gesticht door koning Jacobus II voor zijn vrouw Elisenda van Montcada in 1326. Hier bevond zich een gemeenschap van Clarissen, voornamelijk leden van adellijke families. De koningin gaf het klooster een reeks van privileges, waaronder de directe bescherming van de stad Barcelona, door de Consell de Cent ("Raad van de honderd"), die de taak had om het te verdedigen. Elisenda bouwde ook een paleis aan het klooster, waar ze na de dood van haar man (in 1327) woonde. Ze stierf er in 1367. De restanten van het paleis werden ontdekt in de jaren 1970.
Tijdens de Catalaanse Opstand (1640), werden de nonnen verdreven, maar ze keerden later terug. Een klein aantal nonnen woont nog steeds in het complex. Het klooster werd uitgeroepen tot nationaal monument in 1991.

## Overzicht
Oorspronkelijk werd het klooster (gebouwd in witte steen, pertas albes in het Catalaans, vandaar de benaming) ommuurt door een verdedigingslinie, waarvan nu slechts twee torens en een poort resten.
De kerk heeft een enkel schip, met een veelhoekige Kruisribgewelf en herbergt een gotisch altaarstuk door Jaume Huguet. De gevel wordt gekenmerkt door een groot roosvenster.
Het klooster heeft drie verdiepingen en een lengte van 40 meter, met een centrale tuin met sinaasappelbomen en palmen. Het wordt gevormd door brede bogen op kolommen, wiens kapitelen zijn versierd met de emblemen van de koningen van Aragon en het Huis van Moncada. Het graf van koningin Elisenda, in albast steen, is gelegen in een van de vleugels van het klooster.
Ook opmerkelijk is de kapel van St. Michael, die verschillende fresco's van Ferrer Bassa huisvest. Gedateerd rond 1346, tonen ze de invloed van de Italiaanse schilder Giotto.
In de voormalige slaapzaal was vroeger een permanente tentoonstelling van schilders als Rubens, Canaletto, Tintoretto, Velázquez en Beato Angelico (Maagd van de Nederigheid, een van zijn meesterwerken).